# Die Freie Bühne
Die Freie Bühne ("Il palcoscenico libero") è stata una associazione culturale tedesca fondata a Berlino nel 1889 con lo scopo di promuovere il rinnovamento del repertorio teatrale mettendo in scena opere della più recente drammaturgia naturalistica e grandi opere di autori stranieri, sul modello del Théâtre Libre francese.

## Storia

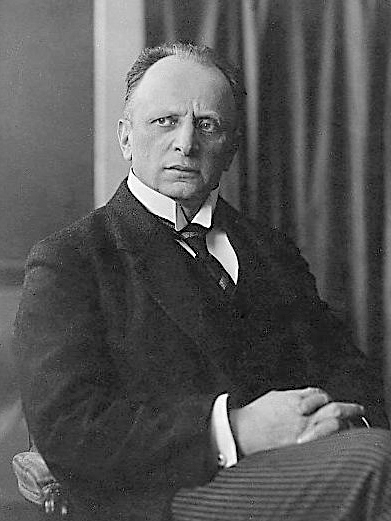
Ritratto di Otto Brahm

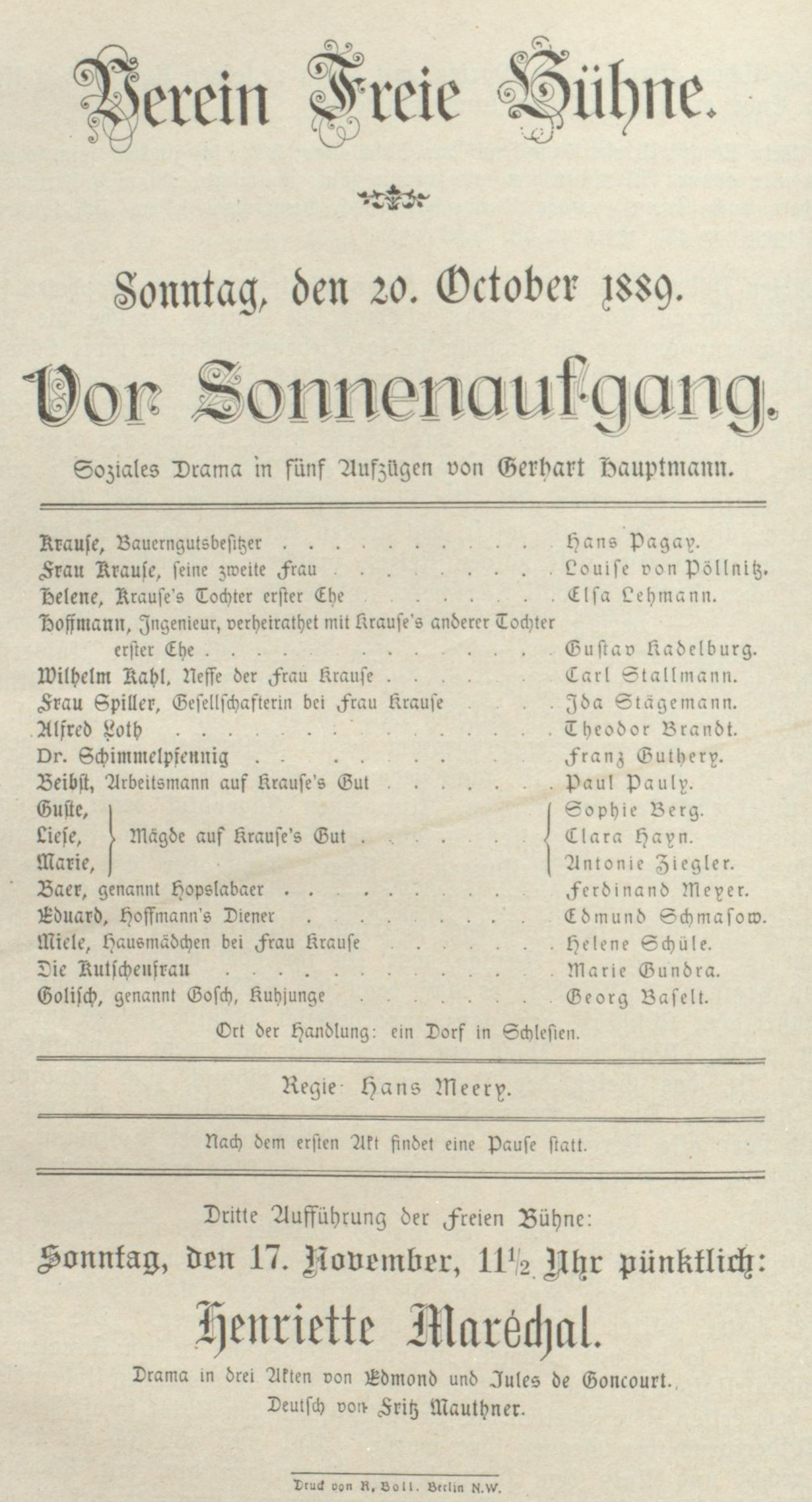
Locandina di Prima dell'aurora di Hauptmann

Il programma del Théâtre Libre di André Antoine era quello di contrapporre, al degradato teatro commerciale allora in auge, un teatro d’arte; la scelta di costituirsi in associazione privata, produttrice di spettacoli privati riservati ai soci,  era pertanto libera. Le scelte dei promotori della Freie Bühne erano invece dettate anche da motivi politici, dalla necessità di aggirare la censura contraria alla messa in scena di un repertorio drammatico, quello naturalistico, incentrato su aspetti crudi quali la miseria, la carestia e la morte. 
Il 5 marzo 1889 i critici teatrali Theodor Wolff e Maximilian Harden organizzano la prima riunione, in una osteria, alla quale presero parte anche i critici Otto Brahm, Paul Schlenther, Julius Elias, i fratelli Julius e Heinrich Hart, l'editore Samuel Fischer, l'avvocato Paul Jonas e lo scrittore Julius Stettenheim, costituendo l'associazione Die Freie Bühne; presidente Otto Brahm, tesoriere Samuel Fischer. I dieci soci fondatori avevano la responsabilità economica e artistica dell’associazione, alla quale potevano aderire nuovi soci i quali avevano diritto alla visione di dieci spettacoli l'anno dopo il versamento di una quota annuale fissa. Poco dopo tre soci, fra cui i due promotori Wolff e Harden si dimisero per dissidi sui drammi da mettere in scena, e vennero sostituiti dagli scrittori Ludwig Fulda e Fritz Mauthner, e dal drammaturgo Gerhart Hauptmann.
Le adesioni furono numerose, raggiungendo il migliaio a fine anno. Il primo spettacolo, Spettri di Ibsen, avvenne il 29 settembre 1889 al Lessing Theater; il 20 ottobre 1889 fu rappresentato Prima dell'aurora di Hauptmann suscitando notevole clamore. L'attività cessò nel 1893, allorché l'attività sperimentale della Freie Bühne era stata accettata da numerosi altri teatri tedeschi e austriaci